# 機動戦士ガンダム 公式百科事典 GUNDAM OFFICIALS
『機動戦士ガンダム 公式百科事典 GUNDAM OFFICIALS』は、アニメ『機動戦士ガンダム』に関する設定資料を集めた刊行物である。一年戦争（『機動戦士ガンダム』）からデラーズ紛争（『機動戦士ガンダム0083 STARDUST MEMORY』）までのあらゆるオフィシャルの設定情報を集大成し、「ガンダム」20年の歴史を俯瞰するという視点で叙述されている。2001年3月21日に講談社より発行された。監修はサンライズ、編著は皆川ゆか。

## 叙述の様式
アニメ作品の発表から本書の刊行に至るまでの期間に発行された「ガンダム」に関する様々な書籍や続編、二次作品に記された作品世界内の設定や世界観、歴史、人物についてのさまざまな情報を百科事典の形式を模すことで総合している。
これら各種の刊行物や続編、二次作品が発行、発表されるにともない「ガンダム」発表当初には存在しなかった設定や歴史的な事件、人物が数多く「ガンダム」の世界に付け加えられることになった。これらの作品で加えられた設定は時として相矛盾していた。「ガンダム」における主要な登場人物の一人であるシャア・アズナブルの誕生日はあるときには「宇宙世紀0059年9月29日」、またあるときには「宇宙世紀0059年11月29日」とされるのはこの例である。本書は、これらの相矛盾する情報をしばしば「〜という説がある」などの形で併記している。
2004年当時のサンライズ企画開発室室長・井上幸一は「サンライズ公式の他にもガンダムにおけるオフィシャルはいくつも存在しているため、オフィシャルではなくオフィシャルの複数形である造語をタイトルに据えた」とも語っている。

## 架空の百科事典として
この刊行物は、宇宙世紀世界に生きる一人の学者ミナカ・ユンカース (Minaka Junkers) が機動兵器モビルスーツなど軍事にまつわる事項を中心に記して、U.C.0100年に刊行した架空の百科事典、それがさらに正暦時代にマウンテンサイクルで発掘され、修復・解読されて刊行されたという、体裁を借りている。作品世界内の設定や歴史などを、宇宙世紀世界に生きる人物の視点から解説している。そのため、『機動戦士ガンダム』のTV版のみに登場した「Gファイター」に関しても「TV版に登場」という記述ではなく、「異説」として扱われている。これはサンライズが劇場版の方を正史と見なすことの多いことからで、他にも劇場版とTV版の差異に関しては、TV版での描写・設定を「異説」として記述している。シャア・アズナブルによるガルマ・ザビ謀殺やキシリア・ザビ殺害についても「確実視されている」や「有力な説」という形で記述されている。
冒頭には富野由悠季による2つの序文が掲載されている。本人名義の「序 出版を祝す」と黒歴史提唱者 ヨック・ワック・オニモット (Yokk Wakk Onimott) 名義の「考証学《黒歴史論》」で、後者は正暦時代の学者オニモットがマウンテンサイクルで発掘したユンカース著の百科事典を修復・解読し、正暦2001年に刊行した本の序文の体裁で書かれている。
皆川ゆかによる『GUNDAM OFFICIALS』と同様の形式の著作物として『機動戦士ガンダム外伝 THE BLUE DESTINY』文庫版に収録の「人類の新しい『文明』状況と宇宙居住者にとっての『文化』」（U.C.0105年のミナカ・ユンカース講演録の形式）や『評伝シャア・アズナブル　－《赤い彗星》の軌跡－』上下巻がある。

## 資料一覧
本書を執筆するにあたって参考とした資料。

### ガンダム関連出版物
- 『U.C.年鑑』
- 『アニメック大事典シリーズ』
- 『アニメージュ・ロマンアルバム』
- 『ガンダムセンチュリー』
- 『旭屋出版フィルム・コミック』
- 『コミックボンボン』
- 『モビルスーツバリエーション』
- 『ENTERTAINMENT BIBLE』
  - 『機動戦士ガンダム 戦略戦術大図鑑』
- 『機動戦士ガンダムRPG』
- 『ガンダムセンチネル』
- 『SDクラブ』
- プラモデル解説書

### 一般書籍
- 『戦争論』
- 『銀河旅行』
- 『兵器』
- 『世界の最強陸上兵器 BEST100』

## 副読本
公式百科事典を元にQ&A形式でまとめた副読本『GUNDAM Q101―『機動戦士ガンダム公式百科事典』完全対応副読本!』も発行された。『濃爆おたく先生』の徳光康之の独自解釈による描き下ろし漫画も掲載されている。

## 書籍情報
- 『機動戦士ガンダム 公式百科事典 GUNDAM OFFICIALS』、2001年3月21日発売、ISBN 4-06-330110-9。
- 『GUNDAM Q101―『機動戦士ガンダム公式百科事典』完全対応副読本!』、2001年10月10日発売、ISBN 4-06-330139-7。